# Bălțătești, Neamț
Bălțătești este satul de reședință al comunei cu același nume din județul Neamț, Moldova, România.

## Stațiune balneară
Băile – care sunt situate la o altitudine de 475 m, sunt cunoscută pentru apele minerale clorurate, sulfatate, iodate, bromurate cu o concentrație mare de săruri. Între factorii de cură se evidențiază, de asemenea, microclimatul specific zonei colinare, cu o circulație atmosferică moderată și fără temperaturi excesive. Aerul este bogat în ioni negativi, este ozonat, iar bioclimatul este sedativ, de cruțare.
Apele minerale din stațiunea Bălțătești sunt indicate în tratamentul unor afecțiuni ale aparatului locomotor, afecțiuni vasculare periferice, afecțiuni ale sistemului nervos și ginecologice, precum și în afecțiuni asociate: respiratorii, dermatologice, endocrine și profesionale

## Istoria
Băile funcționează din anul 1810, prin grija prințului Cantacuzino: în 1810, acesta – aflat la o vânătoare, descoperă câteva fântâni cu apă sărată. Conștient de valoarea terapeutică a apei, principele a pus bazele unei mici stațiuni. În 1878, doctorul Dumitru Cantemir cumpără proprietatea și o dezvoltă.
După moartea medicului, văduva acestuia, recăsătorită Arapu, cedează administrarea băilor fiilor săi, care, din 1903, le arendează. În 1920, familia Arapu vinde stațiunea doctorului Goldhamer, care reface instalațiile și acordă asistență medicală. În 1948, Bălțăteștii trec în proprietatea statului, iar din 1953, băile încep din nou să funcționeze. În 1993, stațiunea a fost preluată de Ministerul Apărării Naționale. Aici sunt acum patru hoteluri care oferă serii de tratament.
Analize ale apelor minerale din stațiune au efectuat de U. Chihac, Franz Humael în 1939, Petru Poni în 1850, Stenner și Kony în 1883.
Apele minerale de aici au luat medalii de aur la Paris în anul 1900 și la București în anul 1906. Capacitatea de cazare era de 100 de camere în anul 1938. Stațiunea a fost modernizată și extinsă în anul 1970.